# 加山傳播
加山傳播 (DB Channel) 是一個香港網上媒體，由馮達浚與胡戩在香港逃犯條例爭議期間創辦。2022年被香港法院認證為煽動平台。

## 背景
根據香港01專訪創辦人馮達浚及胡戩二人，他們提到自己出身於拔萃男書院，而同時該媒體中不少記者都是拔萃男書院的舊生，因學校簡稱「DBS」並位處於九龍「加多利山」，因而媒體以「DB Channel」及「加山傳播 」為名字。他們亦表示，自身有別於其他網媒，例如於前線採訪時，不少其他媒體已經提供不少現場直播的鏡頭，而《加山》記者反而會在現場發掘其他視點。另外，他們的自我介紹也提到要把「平等、自由與責任」傳承下去。
於2020年7月16日，加山傳播一度宣布暫停運作，其中創辦人提到團隊長期只有不足 8 人，團隊未曾要求讀者捐款，故在平衡下決定暫停編輯部的運作，商討未來去向。，但至7月26日，《加山傳播》表示收到各方面提出不同形式的支援，宣布轉為贊助模式繼續運作。

## 政治立場
加山傳播被視為本土派的媒體，對香港逃犯條例爭議、香港國安法爭議、香港警察執法爭議等議題，均有深入報導，並多次對抗爭陣營人士進行專訪。

## 相關事件

### 被警方向記協投訴
2020年7月20日，香港警方於Facebook專頁中向香港記者協會投訴，指控6間包括加山傳播在內的網媒觸犯下列罪行，包括：涉嫌派出未成年學生記者、發表具冒犯性的評論形容女警外貌、近距離拍攝警員或印有其個人資料的文宣、以及報導不實及誤導公眾等。而記協則回應有關投訴都是有關記者的舉止方面，而不是「不實或有違操守報導」，但仍會調查有關個案，且要求警方盡快提供資料跟進。 

## 外部連結
- 加山傳播官方網站 （页面存档备份，存于）
- 加山傳播的Facebook專頁

## 資料來源
1. ↑  鄧栢良; 蔡正邦. .   [2020-09-22]. （原始内容存档于2020-07-04）.
2. ↑  .   [2020-09-22]. （原始内容存档于2020-11-12）.
3. ↑  . 香港01. 2020-06-18  [2020-07-17]. （原始内容存档于2020-07-04）.
4. ↑  . 立場新聞. 2020-07-16  [2020-07-17]. （原始内容存档于2020-07-17）.
5. ↑  .   [2020-09-22].
6. ↑  .   [2020-09-22]. （原始内容存档于2020-11-02）.
7. ↑  .   [2020-09-22]. （原始内容存档于2021-11-08）.